# Histoire d'Aix-en-Provence sous la Révolution
 (avril 2014).
L'histoire d'Aix-en-Provence sous la Révolution retrace la série des événements survenus à Aix-en-Provence après la prise de la Bastille à Paris le 14 juillet 1789. Ville longtemps considérée comme un fief de la noblesse provençale, Aix-en-Provence connaît alors tous les excès qui opposent les tenants de la constitution de la Provence d'Ancien Régime, qui garantissait l'indépendance du Comté de Provence par rapport à la France, aux partisans de l'abolition des privilèges et de la participation à la révolution, au pris de l'annexion complète par la France. En 1789, Mirabeau, révolutionnaire, lance un appel À la Nation Provençale convaincre les Provençaux de participer à la révolution française. Plusieurs émeutes surviennent, provoquant l'effroi dans toute la ville et la mort de plusieurs personnes, tantôt au cours de mouvements de foule spontanés ou de lynchages organisés.

## La Constituante

### Les clubs et sociétés politiques

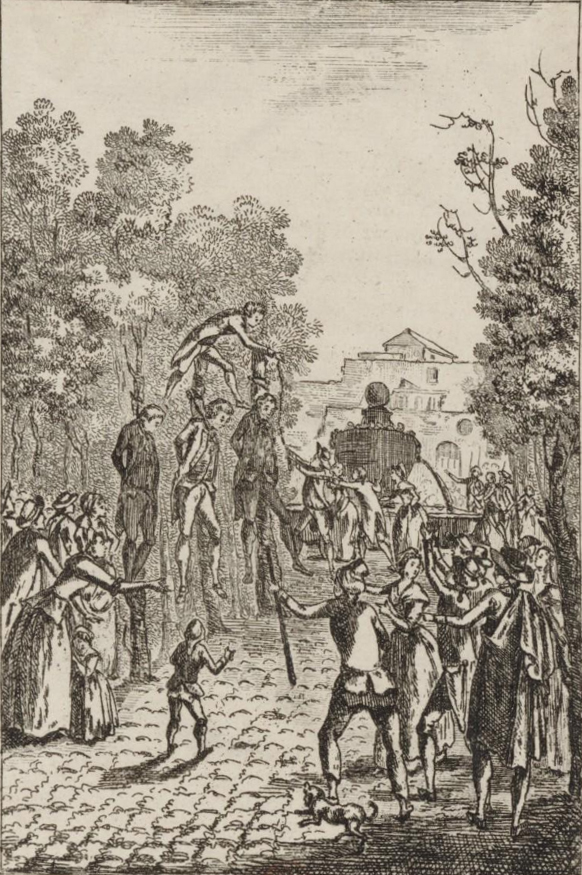
Pendaison de Pascalis, La Roquette et Guiramand sur le cours Mirabeau ; eau-forte contemporaine.

Les convictions politiques de Jean Joseph Pierre Pascalis, l'un des avocats les plus réputés du barreau d'Aix, fervent défenseur de la constitution provençale selon laquelle la Provence est un état indépendant associé à La France (comme d'autres: Portalis, Capeau), de l'égalité proportionnelle et du maintien des libertés publiques, lui valent l'opposition de nombreux adversaires qui le jugent antirévolutionnaire. Le plus acharné d'entre eux est l'abbé Jean-Joseph Rive, bibliothécaire aixois et fondateur en novembre 1790 du « club des Antipolitiques », installé rue des Bernardines, à Aix. Celui-ci voit en Pascalis le pire de ses ennemis. Dans un pamphlet, il le traite de « scélérat » et de « mortel exécrable » et appelle au meurtre de l'avocat.
Aix devient en 1790, chef-lieu du district d'Aix et du département des Bouches-du-Rhône.
L'Assemblée départementale des Bouches-du-Rhône s'installe à Aix le 20 juillet 1790. Cette création a pour conséquence le démembrement de l'ancienne administration provençale. L'article 10 du décret du 2-10 septembre 1790 provoque la suppression du Parlement de Provence. Sous le coup d'une vive colère devant l'état de ruines des anciennes institutions de la province, Pascalis décide dans ces conditions de se retirer des affaires politiques et du barreau. Le 27 septembre, il entre en robe au palais du Parlement d'Aix en compagnie de plusieurs avocats. Annoncé par l'huissier, il prononce un discours qui aura des conséquences majeures. Au cours de son allocution, il n'a pas de mots assez durs pour fustiger la mainmise de la France les partis révolutionnaires.
La teneur de ce discours se répand dans toute la ville en quelques heures et, tandis qu'il éveille les sentiments monarchistes d'une frange silencieuse de la population, il provoque un déchaînement de colère chez les partisans de la Révolution et de la crainte chez les administrateurs d'Aix. Le président Noé dénonce les mots de Pascalis, les qualifiant d'« inconstitutionnels » et de « dangereux ». En début de soirée, les officiers municipaux, en tête desquels le maire Jean Espariat, débattent des mesures à prendre. Une délégation du club des Amis de la Constitution, menée par l'avocat Arbaud, futur juge de district à Marseille, surgit alors pendant le conseil et demande l'interdiction de la publication du discours, quitte à rendre visite à tous les imprimeurs d'Aix.

#### Agitations politiques
La municipalité Espariat administre Aix dans un contexte agité et doit endurer les attaques répétées des Antipolitiques menés par Rive, qui forment la faction la plus avancée de la Gauche. Alors que le maire est élu juge du Tribunal civil d'Aix à l'automne 1790, il se démet de ses fonctions de maire le 11 novembre 1790. Un nouveau maire est élu en la personne du député Bouche, qui refuse aussitôt la charge. Finalement, la fonction est remise au vice-maire Toussaint-Bernard Émeric-David.
Le 29 novembre 1790, M. Bouteille est élu procureur de la commune et M. Panier substitut du procureur de la commune. Tous ces changements politiques proviennent de la vive agitation qui agite le milieu public à Aix-en-Provence. De nombreux officiers municipaux démissionnent, sans doute en raison de l'incertitude du lendemain. Certains craignent en effet qu'être élu leur attirera des ennuis si le régime politique venait à changer du jour au lendemain.

### La conspiration du Sud-Est
La création d'une société monarchique à Aix va mettre le feu aux poudres. Le 11 décembre, un écuyer à l'Académie royale d'équitation, le chevalier de Guiramand, accompagné de quatre hommes, vient demander l'autorisation de la création de sa société, la « société des amis de l'ordre et de la paix » (aussi appelée « société des amis de la religion et du roi ») à l'hôtel de ville. Celle-ci tient ses réunions au cercle Guion, sur le cours Mirabeau. Une rumeur se répand, selon laquelle un projet de contre-révolution se mettrait en place dans Aix. Aussitôt, on s'agite dans les clubs patriotiques. On dit que les « ennemis de la révolution [ont] employé des ouvrières à fabriquer des cocardes blanches ». La cocarde blanche est en effet le signe de reconnaissance de cette société qui recueille des adhésions en échange d'offres d'emploi et d'argent aux signataires. Le but que poursuit ce club est l'avènement du « triomphe prochain des contre-révolutionnaires ». Le lendemain, 12 décembre, des gardes nationaux patrouillent en costume dans la ville, sabre en bandoulière. Dans l'après-midi, à 16 heures, deux clubs s'unissent : les Amis de la Constitution et les Frères anti-politiques. Chacun jure de verser jusqu'à la dernière goutte de son sang pour le maintien de la Constitution.

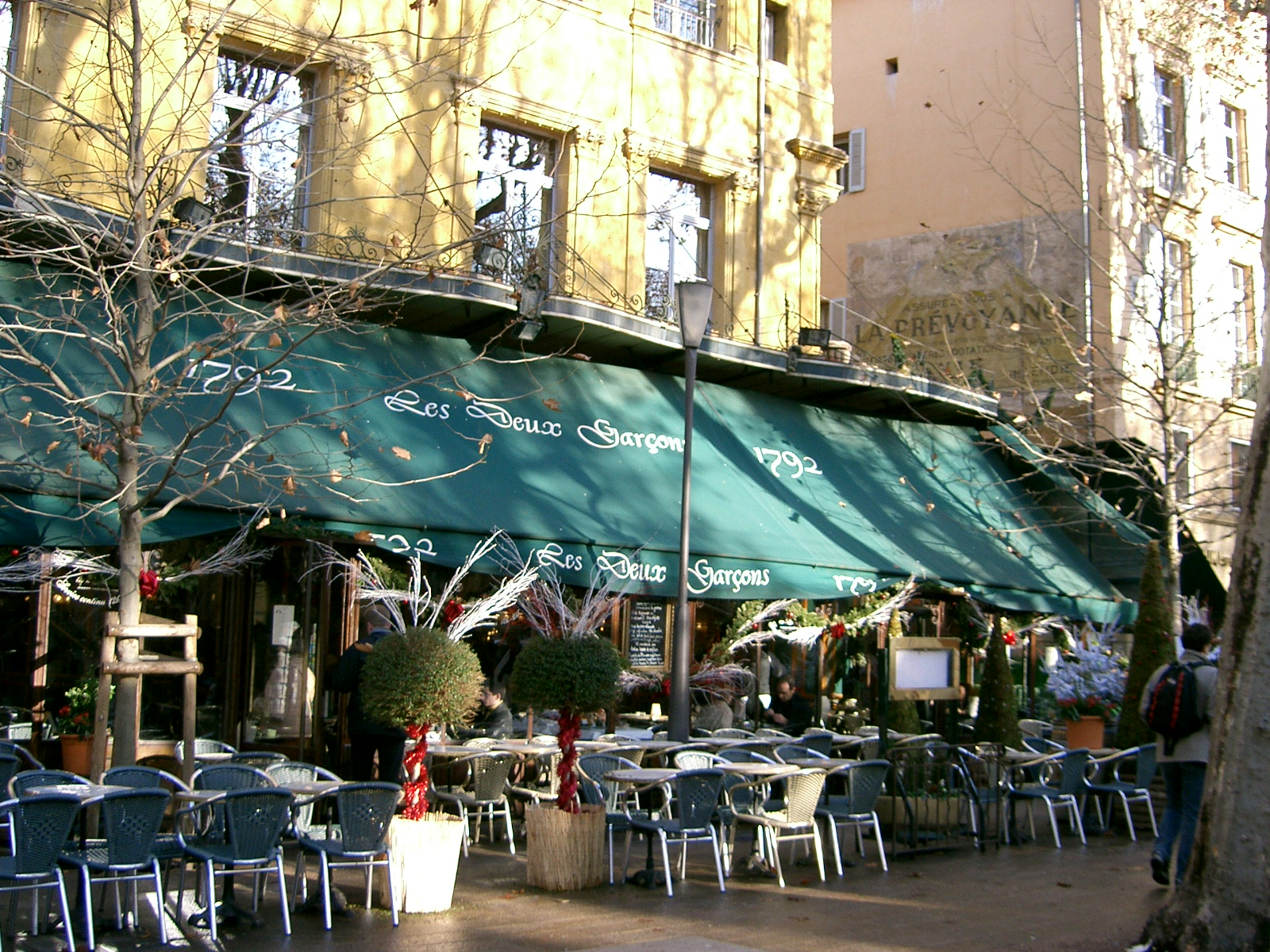
Le 53 bis du cours Mirabeau qui abrite alors le cercle Guion.

Une heure plus tard, alors que la nuit tombe, des mouvements de foule ont lieu dans la ville, causant des troubles. Les clubistes avancent sur le cours Mirabeau en chantant Ah ! ça ira. Arrivés à l'hôtel de Gantès, au numéro 53 bis, où se trouve alors le cercle de Guion, ils lancent des cris comme « Ouf, ouf, les aristocrates à la lanterne ! ». Le chevalier de Guiraman, en compagnie de deux hommes, se présente à la porte du cercle. Un coup de feu soudain le blesse à la cuisse. Le chevalier riposte à l'aide de ses deux pistolets. La foule en colère tente de forcer l'entrée du cercle au cri de « Foou toutei leis esgourgea ! ». Plusieurs personnes sont alors présentes dans la salle : de Tressemane, de Gueydan, de Bayen, de Bonnaud de la Galinière, de Castellet (qui est le directeur de la poste), Grandin de Salignac (trésorier de France), mais aussi une dizaine de soldats du régiment du Lyonnais, attablés et jouant aux cartes. Comme des coups de feu sont tirés dans la salle, les officiers décident de se frayer un chemin dans la foule pour sortir du cercle, sabre à la main, et tentent de fuir par le cours Mirabeau. D'autres s'échappent par une porte arrière dans la rue des Grands-Carmes. Plusieurs sont blessés. Quelques soldats sont pris en otage par la foule.

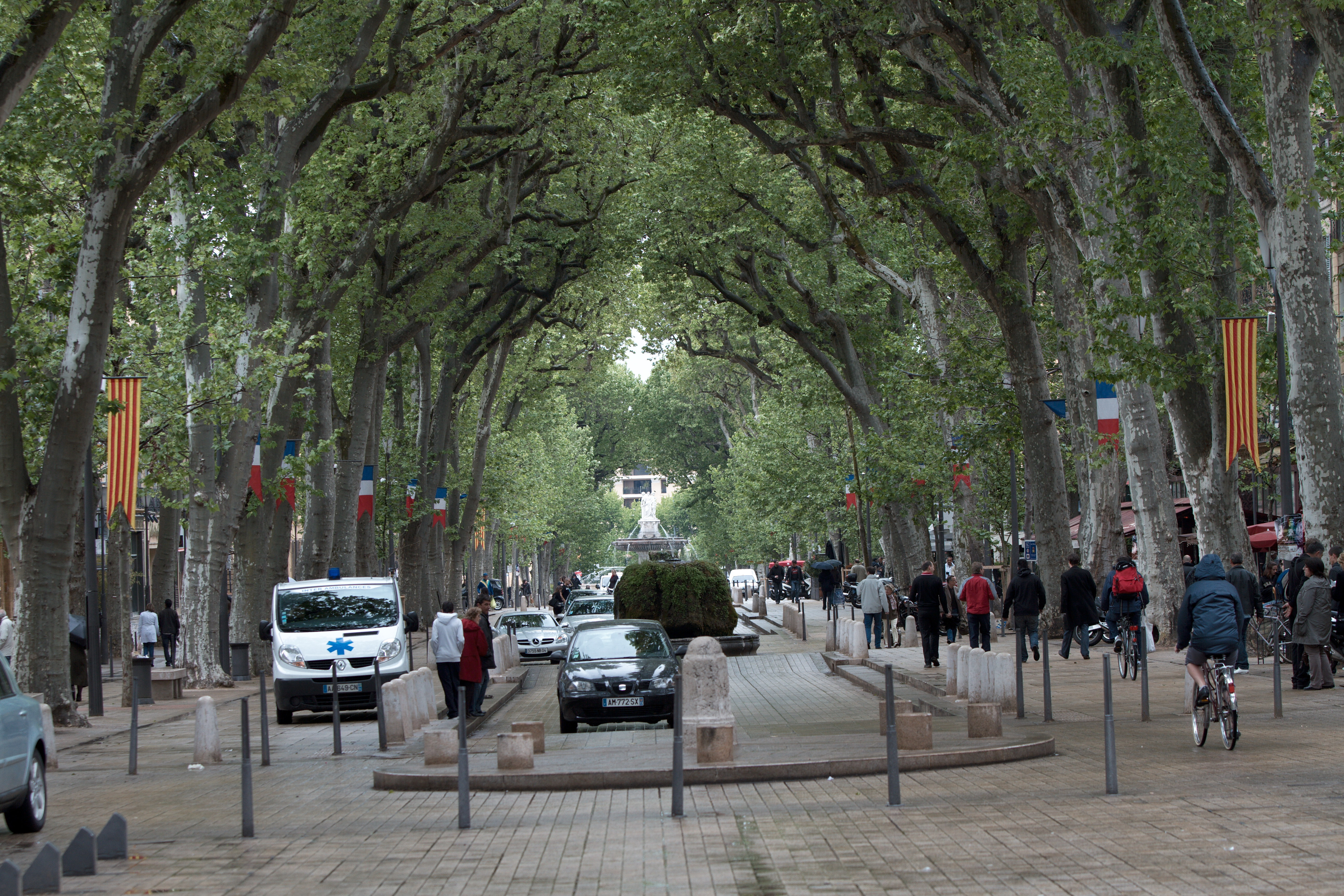
Le cours Mirabeau de nos jours.

Aussitôt, les officiers du Lyonnais parviennent aux casernes Saint-Jean à quelques centaines de mètres du Cours et rassemblent un régiment pour venir en aide aux soldats retenus. Quelques soldats aux casernes refusent toutefois de marcher contre les patriotes. L'un d'eux, nommé Ferréol, sera ultérieurement ovationné par les patriotes, qui demandent le 30 janvier suivant qu'une rue contiguë à la place de Prêcheurs porte son nom et qu'une inscription soit placée aux casernes « en mémoire du civisme du brave Ferréol ».
Une fois le calme rétabli, le corps administratif de la ville fait murer les portes du cercle Guion et les juges du tribunal viennent enquêter. Pour les patriotes, les membres du cercle Guion étaient décidés à mettre la ville d'Aix à feu et à sang. Et un homme est, à leurs yeux, derrière le complot : l'avocat Pascalis. Pour la société des amis de la Constitution, « les sinistres prédictions consignées dans les adieux de Pascalis à la Chambre des Vacations étaient un indice irrécusable. » Une réunion comprenant vingt députés des deux clubs a alors lieu chez l'abbé Rive. Celui-ci, dans sa hargne habituelle, convainc ses visiteurs d'aller s'emparer de l'avocat.
Alors que Pascalis s'est retiré au château de la Mignarde (quartier des Pinchinats), « où il se faisait garder par une cinquantaine de paysans de la campagne », écrira Rive, un groupe de forcenés l'arrache et le jette en prison à Aix. Le 14 décembre, le lieu où il est enfermé, en compagnie d'un royaliste, le marquis Maurelet de La Roquette, est pris d'assaut par une foule agitée et manipulée, qui les pend à un réverbère. La tête de Pascalis est ensuite tranchée et exhibée au bout d'une pique pendant trois heures sur la route menant à Marseille.
Dans la soirée, un autre assassinat est perpétré. Le chevalier de Guiramand, âgé de 77 ans, est arrêté dans une bastide près de Meyreuil et conduit à Aix. Il est finalement pendu à un arbre en bas du Cours.

### Les Marseillais à Aix (22 août 1792)

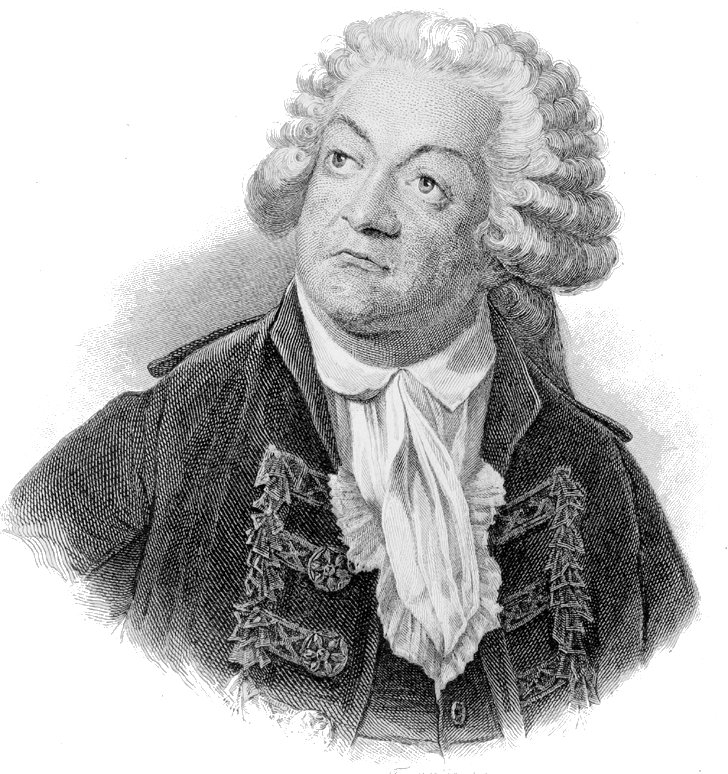
Honoré Gabriel Riqueti de Mirabeau.

Le 22 août 1792, la salle du Conseil, à l'hôtel de ville d'Aix, est saccagée par « une horde de brigands étrangers à la ville d'Aix et même à celle de Marseille d'où ils étaient venus. » Quantité de tableaux inestimables sont arrachés de leur cadre et brûlés sur la place de l'Hôtel-de-Ville. C'est pour cette raison que l'on demande à Joseph Villevieille, un peu plus d'un siècle plus tard, de réaliser des copies de ces œuvres pour leur permettre de rejoindre la salle des États de Provence et ainsi retrouver une certaine vie. Parmi ces tableaux qu'il réalise, on trouve des portraits de Jean-Baptiste van Loo, Scholastique Pitton ou encore François Marius Granet. La plus intéressante de ces œuvres est sans doute la Fondation d'Aix par Sextius Calvinus, réalisée en 1900.

## La Convention
Le 24 floréal an III, les royalistes des compagnies du soleil massacrent trente jacobins dans la prison de la ville.
Les prénoms antiques étaient à la mode au XVIIIe siècle, et à Aix, Sextius fut donné avant la Révolution française. Mais la loi de février 1793 donne une totale liberté de prénommer aux parents, et les Sextius fleurissent lors de la décennie révolutionnaire.

## Consulat et Empire
Ville de la noblesse et du clergé, la Révolution provoque le départ de nombre des habitants d'Aix. Pourtant, le coup le plus dur dont la ville aura du mal à se relever a lieu le 8 mars 1800. Ce jour-là, Marseille est choisie comme préfecture des Bouches-du-Rhône, au détriment d'Aix qui estimait que ce statut lui revenait, du fait de sa position d'ancienne capitale de la Provence et de chef-lieu du département entre 1790 et 1792. Le choix de Marseille est dû à la volonté de Charles Delacroix, premier préfet du département, qui, dès sa nomination le 2 mars, porte son choix sur la cité phocéenne. Aix doit se contenter d'un statut de sous-préfecture.
En revanche, elle conserve ses prérogatives concernant son archidiocèse, sa cour d'appel et son université, renforçant son caractère élitiste qui va y permettre le développement des arts au cours du siècle.

## Personnalités aixoises liées à la Révolution

### Révolutionnaires
- Émeric-David (1755–1839).
- Jean Espariat (1747–1827).
- Mirabeau (1749–1791).
- Jean-Joseph Rive (1730-1791)
- Joseph Sec (1716-1794)

### Contre-révolutionnaires
- Antoine Balthazar Joachim d'André (1759–1825).
- Joseph Dubreuil (1747–1824).
- Pascalis (1732–1790).